# Geudae geurigo na
Geudae geurigo na (hangul: 그대 그리고 나) – południowokoreański serial telewizyjny emitowany na antenie MBC. Był emitowany od 11 października 1997 roku do 26 kwietnia 1998 roku, w soboty i niedziele o 20:00.
Ostatni odcinek osiągnął najwyższą oglądalność 66,9%, najwyższą wśród seriali koreańskich.

## Fabuła
Park Jae-chul jest starym marynarzem i ojcem czwórki dzieci. Dong-kyu pracuje i jako najstarszy bierze na siebie odpowiedzialność rodziny; jest zakochany w koleżance z pracy Su-kyung. Young-kyu marzy o poślubieniu bogatej dziewczyny. Podczas służby wojskowej oszukał naiwną dziewczynę z kraju, Mi-sook, obiecując ją poślubić. Zaślepiona miłością, troszczy się o wszystkie jego potrzeby. Sang-ok, jedyna kobieta w rodzinie, jest studentką. Min-kyu, najmłodszy syn, jest cichy i introwertyczny; trzyma się z dala od rodziny przez wzgląd na fakt, że miał inną matkę. Choć jest utalentowanym malarzem, nie wykorzystuje swoich umiejętności, a jego brat Young-kyu i dziewczyna Shi-yeon zachęcają go do rozwijania talentu.

## Obsada
- Choi Bool-am jako Park Jae-chul
- Park Sang-won jako Park Dong-kyu
- Cha In-pyo jako Park Young-kyu
- Song Seung-hun jako Park Min-kyu
- Seo Yoo-jung jako Park Sang-ok
- Choi Jin-shil jako Yoon Su-kyung
- Kim Hye-ja jako Kim Eun-soon
- Lee Bon jako Shi-yeon
- Kim Ji-young jako Mi-sook
- Park Won-sook jako pani Hong
- Shim Yang-hong jako Soo Kyung-bu